# Château du Cleyo
Le château du Cleyo est un édifice situé à Caro en France.

## Localisation
Le château est situé sur le territoire de la commune de Caro, au lieu-dit le Cleyo, dans le département du Morbihan en région Bretagne.

## Description
L'ancien manoir date du XVIe siècle, le château actuel date du XIXe siècle. Ensemble construit en pierre de taille, la façade arrière étant simplement enduite. Intérieur : murs couverts de boiseries ; grande salle avec cheminée monumentale de style Renaissance. Édifice à deux étages carrés, élévation à travées. Toiture à longs pan recouverte d'ardoises, toit en pavillon, toit polygonal, croupe. Escalier de distribution en fer-à-cheval.

## Historique
Le Cleyo figure dans les textes de réformation (recensement des nobles). En 1427, l'hostel du Cleyo appartient à Guillaume du Bois Guehenneuc, dont est métayer Jehan Chanu ; en 1513, les manoir, maison et métairie sont à Jehan du Bois Guehenneuc, fils de François. Au début du XIXe siècle, le manoir datant de la deuxième moitié du XVIe siècle et composé d'un logis principal et de bâtiments agricoles tombe en ruine ; vers 1821 les parties endommagées sont détruites pour construire un bâtiment à l'arrière. À partir des années 1860, Charles de La Monneraye fait rebâtir le château : le manoir reste en place et est plus que doublé. L'intérieur est totalement restauré. Chapelle ancienne aujourd'hui désaffectée. Armoiries des familles de La Monneraye et de La Grandière.
Le château est inscrit à l'inventaire général du patrimoine culturel.